# Casa de Davis C. Cooper
La Casa de Davis C. Cooper es una residencia histórica ubicada en el 301 de Main Street en Oxford, Alabama, Estados Unidos.

## Historia
La casa fue construida por Davis Clay Cooper en 1911. Cooper fue un destacado líder empresarial local, que comenzó en el negocio mercantil de su padre. Más tarde se convirtió en el presidente del Banco de Oxford, y fue fundamental en el establecimiento de Blue Springs Cotton Mill y Oxford Oil Mill, así como otras empresas comerciales. También sirvió en los ayuntamientos de Oxanna (antes de que se fusionara con Anniston), Anniston y Oxford, la junta de educación de Oxford, y fue alcalde de Oxford durante 20 años. La casa pasó a la hija de Cooper, Annie, tras su muerte en 1943, y fue vendida a la familia en la década de 1970.
La casa fue incluida en el Registro de Monumentos y Patrimonio de Alabama en 2003 y en el Registro Nacional de Lugares Históricos en 2005. También contribuyen a la propiedad un edificio de recreación (que contiene una bolera utilizada por la iglesia bautista adyacente), un garaje y un gazebo.

## Descripción
La casa está construida en estilo neocolonial británico, uno de los pocos ejemplos a gran escala del estilo en Oxford. La casa de dos pisos tiene un tejado a cuatro aguas truncado con extremos de vigas expuestas. El bloque principal de la casa tiene tres tramos de ancho, con un pórtico de entrada de un piso sostenido por dos grupos de tres columnas. La puerta de entrada tiene doce paneles de vidrio y está rodeada por luces laterales de múltiples luces y un travesaño. El pórtico está flanqueado por una agrupación de tres ventanas, una ventana de hoja de seis sobre uno rodeada por dos hojas de cuatro sobre uno a cada lado. Una agrupación similar de ventanas abatibles se encuentra sobre el pórtico, mientras que las bahías exteriores del segundo piso presentan pares de hojas de seis sobre uno. La planta interior es irregular, con habitaciones que rodean una escalera central. Los detalles del interior son una combinación de elementos del neocolonial británico y de la época victoriana tardía.